# Reersø Museum
Reersø Museum eller Andræjs hus er et lokalhistorisk museum i den lille by Reersø på halvøen af samme navn. Det blev oprettet i 1926 i et fæstehus og beskriver livet på landet for fattigfolk i 1800- og 1900-tallet.

## Historie
Museet åbnede i 1926 efter initiativ fra forfatteren Thorkild Gravlund, der selv var fra byen. Det blev indrettet i en fredet bygning fra 1727, der hidtil var blevet brugt til opbevaring af redskaber og værktøj. Huset blev sat i stand til udseendet der var beskrevet i brandvurderingen fra 1801.
I oktober 2016 modtog museet omkring 1,1 mio. kr til istandsættelse af bygningen, idet A.P. Møller og Hustru Chastine Mc-Kinney Møllers Fond til almene Formaal gav tilsagn om 800.000 kr. og Slots- og Kulturstyrelsen gav 375.000 kr. Pengene blev bl.a. brugt til en nyt stråtag, og restaureringen begyndte i 2017.